# Дон Гилић
Дон Гилић је била планирана српска телевизијска серија из 2021. године, чији је аутор писац Миленко Вучетић. Сценарио осим  Вучетића, су писали Коста Пешевски и Биљана Максић, док је продукцију требало да потпише кућа Innovative Production.

## Улоге
| Глумац | Улога |
| ------ | ----- |

## Занимљивости
- Главна улога је била првобитно додељена глумцу  Милану Гутовићу, који се припремао за ту улогу. Услед смрти глумца, то се неће десити. Снимање је било планирано за септембар 2021.[2]
- Овај лик први пут је утемељио Миленко Вучетић у својој драми "Барабе" 1976. године.
- Иако jе првобитно Милан Гутовић најавио наставак приче о  Шојићу, ипак jе одлучено да се име тог лика промени, тj. да се сними нови пројекат.
- Милан Гутовић је тај лик (Пироћанца, који се сада зове Дон Гилић) играо у телевизијскоj адаптацији драме "Барабе"  1980. године. Касније jе њега користио у тумачењу  Шојића, тако да са њим има велике сличности.[3]